# San Luis Chatañú
San Luis Chatañú är en ort i Mexiko.   Den ligger i kommunen Santiago Tetepec och delstaten Oaxaca, i den sydöstra delen av landet, 400 km söder om huvudstaden Mexico City. San Luis Chatañú ligger 354 meter över havet och antalet invånare är 308.
Terrängen runt San Luis Chatañú är huvudsakligen kuperad, men österut är den bergig. Runt San Luis Chatañú är det glesbefolkat, med 17 invånare per kvadratkilometer. Närmaste större samhälle är Santiago Tetepec, 12,7 km väster om San Luis Chatañú. I omgivningarna runt San Luis Chatañú växer huvudsakligen savannskog.